# 蓬泰拉尼卡
蓬泰拉尼卡（義大利語：Ponteranica），是意大利贝加莫省的一个市镇。总面积34平方公里，人口6806人，人口密度200.2人/平方公里（2009年）。国家统计（ISTAT）代码为016169。